# Voorklinker
Een voorste klinker of voorklinker is een klinker waarvan de articulatie zover mogelijk naar voren in de mond is gelegen, zonder dat er evenwel sprake is van enige afsluiting van het spraakkanaal waardoor de articulatie in die van een medeklinker zou veranderen. Voorste klinkers worden ook wel "helder" genoemd, omdat hun klank over het algemeen als helderder worden ervaren dan die van achterste klinkers.
In het Internationaal Fonetisch Alfabet worden de volgende negen voorklinkers onderscheiden:
- ongeronde gesloten voorklinker [i]?
- geronde gesloten voorklinker [y]?
- ongeronde halfgesloten voorklinker [e]?
- geronde halfgesloten voorklinker [ø]?
- ongeronde halfopen voorklinker [ɛ]?
- geronde halfopen voorklinker [œ]?
- ongeronde bijna-open voorklinker [æ]?
- ongeronde open voorklinker [a]?
- geronde open voorklinker [ɶ]?

## Effecten op voorafgaande medeklinkers
In de geschiedenis van veel talen hebben voorklinkers de articulatie van met name velaren en alveolaren beïnvloed. Deze medeklinkers zijn hierdoor zijn veranderd in palatalen en postalveolaren.